# Gonepteryx cleobule
Gonepteryx cleobule (лат.) — вид дневных бабочек из семейства белянок (Pieridae), эндемик Канарских островов.

## Описание
Основной фон крыльев самцов ярко-жёлтый. Самец с большими оранжевыми областями на верхней стороне передних крыльев. Вершина передних крыльев вытянута и заострена, задние крылья также с зубцом на жилке Cu1. На переднем и наружном краях крыльев находятся тёмные точки. Пятно, расположенное у вершины центральной ячейки ярко-оранжевого цвета, на задних крыльях оно значительно более крупного размера. Половой диморфизм выражается в более светлой окраске основного фона у самок, который является белёсым и отсутствием у самок обширного оранжевого поля на передних крыльях.

## Ареал
Эндемик Канарских островов. Бабочки обитают на высотах от 1000 до 1500 м, иногда до 2000 м над уровнем моря. Населяет лавровые леса на северной стороне гор, но также обитает в других видах лесов.

## Биология
Встречается в редкостойных лесах, на лесных просеках. За год развивается, вероятно, в одном поколении. Самка откладывает яйца на почки, молодые побеги и стебли кормового растения гусениц. Молодые гусеницы первых возрастов скелетируют листья, а в более старших возрастах — обгрызают их. Кормовые растение гусениц — Rhamnus glandulosa и Rhamnus crenulata.